# Regimentul 47/72 Infanterie (1916-1918)
Regimentul 47/72 Infanterie  a fost o unitate de nivel tactic de rezervă constituită la începutul anului 1917, prin contopirea Regimentului 47 Infanterie și Regimentului 72 Infanterie. 
În timpul campaniei din anul 1916 cele două regimente au făcut parte din Brigada 25 Infanterie. Ca urmare a pierderilor suferite, în cadrul procesului de reorganizare a armatei de la începutul anului 1917, s-a decis contopirea celor două unități într-un singur regiment și resubordonarea acestuia Brigăzii 26 Infanterie, alături de Regimentul 48/49 Infanterie.

## Campania anului 1917
În campania din anul 1917, Regimentul 47/72 Infanterie  a participat la acțiunile militare în dispozitivul de luptă al Diviziei 13 Infanterie, luând parte la Bătălia de la Mărășești. În această campanie, regimentul a fost comandat de locotenent-colonelul Radu Rosetti.:p. 49